# Ernest Pasquier
Ernest Pasquier (* 30. April 1889 in Coulonges-Thouarsais; † 25. Oktober 1965 in Paris) war ein französischer Schrittmacher.

## Leben
Ernest Pasquier wuchs auf als Sohn eines radsportbegeisterten Tischlers, der selbst Fahrräder baute. Er wurde Mechaniker für Zweiräder, später für Automobile. 1908 betätigte er sich erstmals als Schrittmacher seines älteren Bruders Arthur, der damals noch selbst Rennen fuhr, später aber auch Schrittmacher wurde. Während des Ersten Weltkriegs war er als Dreher bei der Société Française Hispano-Suiza beschäftigt.
1920 begann Pasquier erneut, Steherrennen als Schrittmacher zu bestreiten. Er führte prominente französische Bahnradsportler wie Jules Miquel und Paul Guignard. 1922 wurde er der Schrittmacher von Gustave Ganay, den er zum dritten Platz bei der Steher-Weltmeisterschaft führte. Als Ganay in die Vereinigten Staaten ging, übernahm Pasquier den Schweizer Rennfahrer Paul Suter und führte ihn 1923 zum Weltmeisterschaftstitel. 1926 wurde er wieder der Schrittmacher von Ganay, der enttäuscht aus den Vereinigten Staaten zurückgekehrt war; am 23. August desselben Jahres verunglückte Ganay tödlich auf der Radrennbahn im Prinzenparkstadion in Paris. Daraufhin zog sich Pasquier mehrere Monate vom Radsport zurück.
Im Jahr darauf übernahm Pasquier die Führung des deutschen Stehers Walter Sawall, mit dem er zusammen trotz anfänglicher Sprachschwierigkeiten 1928 Weltmeister wurde.
1937 war Ernest Pasquier erneut in einen schweren Unfall auf einer Radrennbahn verwickelt: Am 29. März stürzte der französische Weltmeister André Raynaud bei einem Steherrennen im Sportpaleis von Antwerpen wegen eines Defekts. Er wurde von Pasquier überfahren, der seinen Landsmann Georges Ronsse führte. Raynaud starb an inneren Blutungen.